# Dirty Deeds Done Dirt Cheap (chanson)
Pour l'album d'AC/DC, voir Dirty Deeds Done Dirt Cheap.
Singles de AC/DC
Jailbreak
(1976) Love at First Feel
(1977)
Dirty Deeds Done Dirt Cheap est une chanson du groupe de hard rock australien AC/DC, paru sur l'album du même nom en 1976, puis sorti en single en octobre de la même année.

## Historique

### La chanson au cinéma et à la télévision
- Dans l'épisode Sexe, mensonges et gâteaux, de la série Les Simpson, Ned Flanders et Homer Simpson chantent Kindly Deeds Done For Free de AD/BC (le AC/DC chrétien), adaptation du titre initial.
- Le titre est entendu dans le film Mes meilleures amies, lors de la scène de la partie de tennis entre Kristen Wiig et Rose Byrne.
- Le titre est entendu dans l'épisode The Whisteblower, de la série The Good Guys.
- Le titre est entendu dans le film Suicide Squad de David Ayer.
- Le titre est utilisé à titre de référence par Hirohiko Araki dans son manga JoJo's Bizarre Adventure, c'est le nom du Stand de Funny Valentine, principal antagoniste de la partie VII : Steel Ball Run[2]

### Classements
La chanson fait partie du classement des 40 meilleures chansons de Metal selon VH1 (à la vingt-quatrième place).
| Charts (1976)             | Position |
| ------------------------- | -------- |
| New Zealand Singles Chart | 34       |

| Charts (1980)    | Position |
| ---------------- | -------- |
| UK Singles Chart | 47       |

### Reprises
- Dans l'album The Hit List de Joan Jett